# Downham Market
Pour les articles homonymes, voir Downham (homonymie).
Downham Market est une ville de marché et une paroisse civile du Norfolk, en Angleterre.